# Littleton Common
Littleton Common è un census-designated place (CDP) degli Stati Uniti d'America, situato nello stato del Massachusetts, nella contea di Middlesex.